# 起動
| ウィキペディアには「起動」という見出しの百科事典記事はありません（タイトルに「起動」を含むページの一覧/「起動」で始まるページの一覧）。 代わりにウィクショナリーのページ「起動」が役に立つかもしれません。 |